# Bussy-lès-Daours

Bussy-lès-Daours este o comună în departamentul Somme, Franța. În 1 ianuarie 2022 avea o populație de 383 de locuitori.